# Loxoconcha emelwardensis
Loxoconcha emelwardensis är en kräftdjursart som beskrevs av Redeke 1936. Loxoconcha emelwardensis ingår i släktet Loxoconcha, och familjen Loxoconchidae. Arten har ej påträffats i Sverige.